# 黑爾湖
52°45′4″N 13°34′46″E / 52.75111°N 13.57944°E

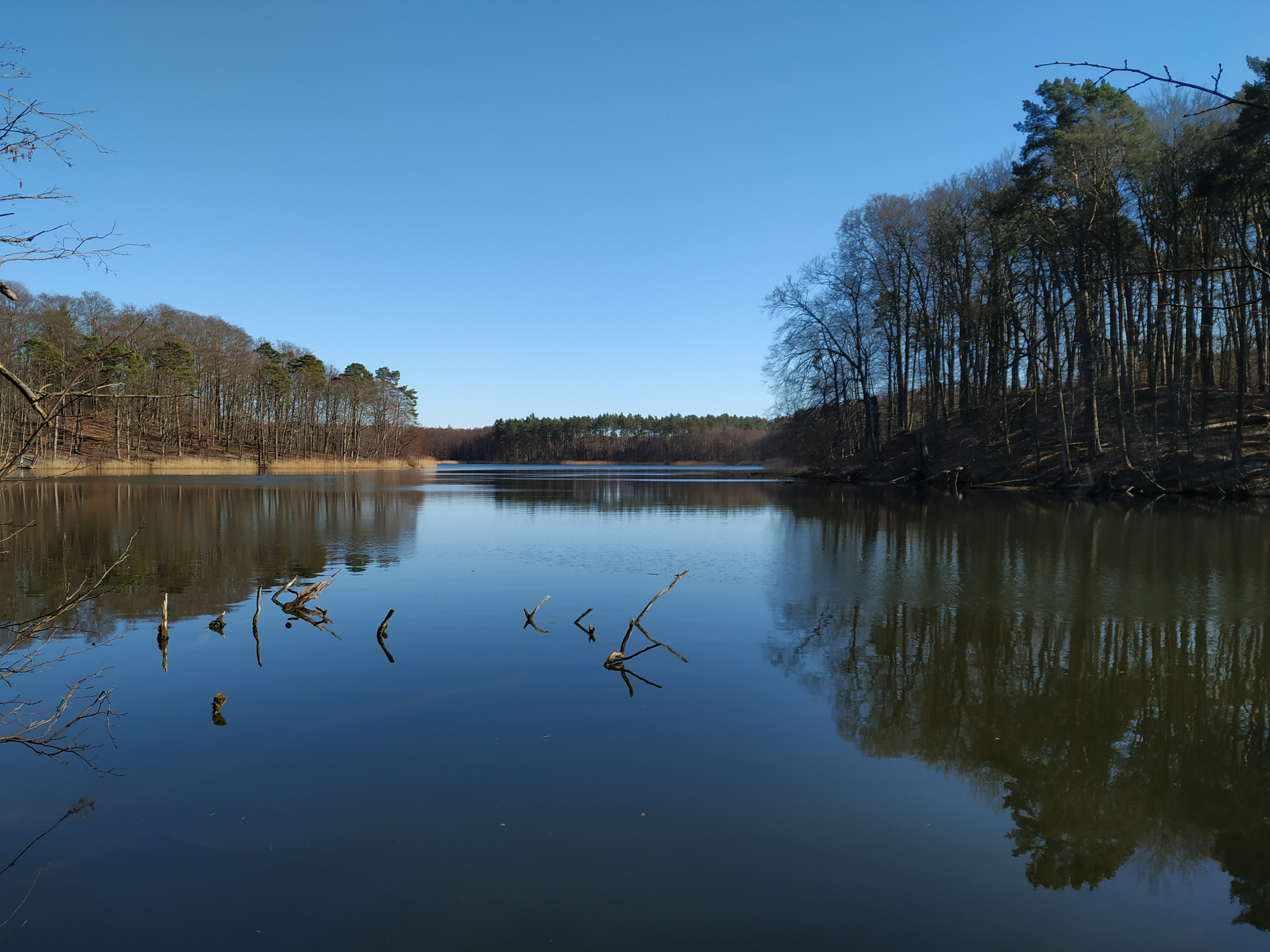

黑爾湖（德語：Hellsee），是德國的湖泊，位於該國西南部，由勃蘭登堡州負責管轄，處於巴爾尼姆縣，長2.2公里、寬0.3公里，面積0.43平方公里，海拔高度40米，平均水深3米，最大水深11米。